# Слободна Држава Конго
Слободна Држава Конго, била је дефакто приватни посед под контролом Леополда II од Белгије који ју је користио ради експлоатације ресурса (гума, бакар и други минерали). Ова квази-држава постојала је од 1885. године до 1908. године на подручју данашњег ДР Конга. То подручје било је 76 пута веће од Белгије.
Године 1874, британски истраживач Хенри Мортон Стенли вратио се у Европу те привукао пажњу својим извештајима о богатствима крај реке Конго. Берлинска конференција 1884. утврдила је сфере интереса колонијалних царстава у Африци а Леополд II је добио подручје Конга на своје располагање. Леополд II потрошио је огромних 20 милиона франака од 1885. године до 1890. године како би истерао арапске робовласнике и добио контролу над Конгом, тако да је у жељи за профитом који ће надокнадити његове губитке кренуо у неумољиво израбљивање тог подручја од богатства.
Због изузетно бруталног поступања Белгијанаца са домороцима и отворене пљачке земље, Слободна Држава Конго стекла је негативну репутацију широм света, те ју је 1908. године укинула и припојила Белгија.
Масовни губици живота надахнули су Џозефа Конрада приликом писања романа „Срце таме“. Винстон Черчил и Марк Твен били су неки од најзнаменитијих критичара оваквог колонијалног искоришћавања. Експлоатација гуме и слоноваче у Конгу се заснивала на прислином раду што је за последицу имало смрт једног милиона радника у 20 година. Радници који нису испунили задане квоте гуме су кажњавани сакаћењем, терорисањем, паљењем села и убиством. Фредерик Вертам процењује да је популација Конга спала са 30 на 8,5 милиона становника у том раздобљу. Адам Хохсчајлд не карактерише те смрти као резултат намерне политике геноцида, него више као резултат бруталног система присилног рада. Број погинулих током тог раздобља је непознат, но процене сежу од 5.000.000 до 10.000.000 жртава.

## Залеђина

### Рано европско истраживање
Диого Као је путовао око ушћа реке Конго 1482. године, што је довело до тога да Португалија полаже право на регион. До средине 19. века Конго је био у срцу независне Африке, пошто су европски колонијалисти ретко улазили у унутрашњост. Заједно са жестоким локалним отпором, прашума, мочваре, маларија, болест спавања и друге болести чиниле су окружење тешким за насељавање Европљана. Западне државе у почетку нису биле вољне да колонизују ово подручје у одсуству очигледних економских користи.

### Стенлијево истраживање
Године 1876, Леополд II од Белгије био је домаћин Географске конференције у Бриселу, позивајући познате истраживаче, филантропе и чланове географских друштава да подстакну интересовање за „хуманитарни“ подухват за Европљане у централној Африци да „побољшају“ и „цивилизују“ животе аутохтоних народи. На конференцији, Леополд је организовао Међународну афричку асоцијацију уз сарадњу европских и америчких истраживача и уз подршку неколико европских влада и сам је изабран за председавајућег. Леополд је користио удружење да промовише планове за освајање независне централне Африке под овом филантропским маском.
Хенри Мортон Стенли, познат по успостављању контакта са британским мисионаром Дејвидом Ливингстоном у Африци 1871. године, истраживао је регион 1876-1877, путовање које је описано у Стенлијевој књизи Кроз мрачни континент из 1878. године. Пошто није успео да привуче британско интересовање у региону Конга, Стенли је преузео службу код Леополда II, који га је унајмио да помогне да се учврсти у региону и анексира регион за себе.
Од августа 1879. до јуна 1884. Стенли је био у басену Конга, где је изградио пут од доњег Конга до Стенли Пула и покренуо пароброде на горњу реку. Док је истраживао Конго за Леополда, Стенли је склопио уговоре са локалним поглавицама и са домаћим вођама. У суштини, документи су дали Леополду сва права на њихове делове земље. Уз Стенлијеву помоћ, Леополд је успео да преузме право на велику област дуж реке Конго и успостављене су војне поставе.
Кристијан де Боншам, француски истраживач који је служио Леополду у Катанги, изразио је гледиште према таквим уговорима које деле многи Европљани, рекавши: „Уговори са овим малим афричким тиранима, који се углавном састоје од четири дугачке странице од којих они не разумеју ни реч, а које потписују крстом да би имали мир и да би добили поклоне, заиста су само озбиљне ствари за европске силе, у случају спорова око територија. Они се не тичу црног суверена који их тренутно потписује."